# Плахов, Владимир Дмитриевич
Влади́мир Дми́триевич Пла́хов (26 марта 1930, Ленинград, РСФСР, СССР — 2 апреля 2015, Санкт-Петербург, Российская Федерация) — советский и российский философ, социолог, писатель-публицист, специалист по социальной философии и теоретической социологии, в области социального системогенеза и социальной организации, а также социальной этологии и социологической эпистемологии. Доктор философских наук (1983), профессор. Почётный работник высшего профессионального образования Российской Федерации. Почётный профессор Российского государственного педагогического университета имени А. А. Герцена. Член Союза журналистов России.

## Биография
Рос и воспитывался в интеллигентной среде. Пережил день в день страшные годы блокады Ленинграда. Вместе со сверстниками-школьниками участвовал в оборонных работах в военно-морской крепости Кронштадт.
Окончив среднюю школу, поступил в 1950 г. на философский факультет Ленинградского университета. В студенческие годы активно участвовал в комсомольских стройках. В 1953 году выезжал в научную археологическую экспедицию в Казахстан.
После окончания учёбы в ЛГУ работал в 1955—1956 г.г. корреспондентом газеты в одном из глубинных районов освоения целинных земель в Алтайском крае. Затем многие годы возглавлял редакцию городской газеты в г. Кронштадте, являясь одновременно нештатным корреспондентом Ленинградского радио и телевидения. Посетил ряд европейских государств, а также Индию.
В 1965 — 1967 годы — учился на факультете журналистики Ленинградской высшей партийной школы (отделение телевидения).
В 1967 — 1971 год годы — ассистент кафедры философии Ленинградского электротехнического института (ЛЭТИ).
В 1970 году окончил аспирантуру по кафедре исторического материализма философского факультета ЛГУ и защитил диссертацию на соискание учёной степени кандидата философских наук по теме «Традиции, их место и роль в общественных отношениях».
В 1972–1991 годы — доцент и профессор кафедры философии Ленинградской высшей партийной школы (ЛВПШ).
В 1982 году в Академии общественных наук при ЦК КПСС защитил диссертацию на соискание учёной степени доктора философских наук по теме «Философско-социологические основания общей теории традиции» (специальность 09.00.01 — диалектический и исторический материализм.
С 1991 года — профессор кафедры социологии Российского государственного педагогического университета имени А. И. Герцена.

## Награды
- Памятный знак «Защитнику крепости Кронштадт в обороне Ленинграда 1941—1944 гг.»
- Знак «Жителю блокадного Ленинграда», медаль «50 лет победы в Великой Отечественной войне 1941—1945 гг.»
- Медаль «60 лет победы в Великой Отечественной войне 1941—1945 гг.», медаль «65 лет победы в Великой Отечественной войне 1941—1945 гг.»
- Медаль «Ветеран труда»
- Знак «Почётный работник высшего специального образования Российской Федерации»
- медаль «Серебряная Сова» — за вклад в развитие наук о человеке"
- Премия имени М. М. Ковалевского
- Дважды (2000 и 2002 гг.) участвовал и выходил победителем в конкурсах грантов Министерства образования Российской Федерации по фундаментальным исследованиям в области гуманитарных наук.

## Основные научные новации
Областью научных интересов являются фундаментальные проблемы социальной философии и теоретической социологии. В их числе — социальный системогенез, организация и управление общественными процессами, социальная коммуникация и культура, социальная этология, социологическая эпистемология и др.
- Открыл и сформулировал один из основных законов социального бытия по авторскому названию — закон эпистемического дефицита.
- Первым в отечественной науке проделал общетеоретический анализ традиции, являющейся, согласно авторскому определению, основополагающим законом социального системогенеза.
- Разработал общую философскую теорию нормы и отклонения в обществе.
- Исследовал два типа культуры: героической и мещанской; разработал общую типологию героизма.
- Впервые в мировой науке исследовал гениальность как социокультурный феномен; обобщив мировой опыт, предложил оригинальную типологию гениев.
- Выделил особую суверенную сферу общественной жизни — по авторскому определению социальную параномию и проделал её феноменологический анализ.
- Сформулировал парадигму классической социологии, раскрыл её содержание и наиболее существенные черты.
- Первым в отечественной науке приступил к содержательному анализу социальной этологии.
- Выделил и проанализировал основные виды (уровни) системной организации социального поведения: онтогенетический, экзистенциальный, социетальный, этологический.
- Рассматривает эротику как относительно автономную область общественной жизни и феномен культуры со свойственными ей феноменологией и отличительными особенностями.

## Научные труды
В. Д. Плахов автор более 170 научных работ и множества публицистических публикаций.

### Монографии
- Плахов В. Д. Традиции и общество. Опыт философско-социологического исследования. — М.: Мысль, 1982. — 220 с.
- Плахов В. Д. Социальные нормы: философские основания общей теории. — М.: Мысль, 1985. — 253 с.
- Плахов В. Д. (А. В. Плахова — соавт.) Философия дизайна. СПб. 1995.
- Плахов В. Д. Герои и героизм: опыт современного осмысления вековой проблемы: монография. — СПб: КАРО, 2008. — 239 с. (Психологический взгляд). ISBN 978-5-9925-0224-4
- Плахов В. Д. Социальная параномия. Парапсихология и общество. — СПб.: Петрополис, 2009. — 174 с. ISBN 978-5-96760187-2
- Плахов В. Д. Homo genialis — за чертой нормальности. Философско-антропологический дискурс. — СПб.: Петрополис, 2010. — 255 с. ISBN 978-5-9676-0274-0
- Плахов В. Д. Норма и отклонение в обществе. Философско-теоретическое введение в социальную этологию. — СПб.: Изд-во Юридического ин-та, 2011. — 774 с. ISBN 5-86247-109-X
- Плахов В. Д. Секс. Человек. Общество. Эрос и этос. Философско-социологический комментарий. — СПб. Петрополис, 2013. — 186 с. ISBN 978-5-9676-0537-6

### Учебные пособия
- Плахов В. Д. Западная социология: пути развития: учебное пособие / М-во общ. и проф. образования РФ. С.-Петерб. гос. ун-т технологии и дизайна. — СПб.: Санкт-Петербургский государственный университет технологии и дизайна, 1998. — 115 с.
- Плахов В. Д. Западная социология: Исторические этапы, основные школы и направления развития XIX-XX вв.: Учебное пособие. — СПб.: Издательство РГПУ имени А. И. Герцена, 2000. — 155 с. ISBN 5-8064-0288-6
- Плахов В. Д. Западная социология XIX—XX вв.: от классики до постнеклассической науки. Эпистемологическое обозрение. — СПб.: Издательство Юридического института, 2003. — 383 с. ISBN 5-86247-060-3
- Плахов В. Д. Западная социология XIX—XX вв.: от классики до постнеклассической науки. Эпистемологическое обозрение. — 2-е изд., испр. и доп. — СПб.: Алетейя, 2006. — 303 с. (Левиафан: Государство. Общество. Личность). ISBN 5-89329-799-7

### Статьи
- Плахов В. Д. Об образовании традиций и обычаев // Философские и социологические исследования. Ученые записки кафедр общественных наук вузов Ленинграда. Философия. Вып. XIV. ЛГУ. 1973.
- Плахов В. Д. Традиции и обычаи как социальные нормы // Актуальные вопросы диалектики общественного развития. Лениздат. 1974.
- Плахов В. Д. Социальные нормы и ценностные ориентации // Личность и общество. Ценностные ориентации личности и образ жизни. Межвузовский сборник. Вып. № 4. Калининград. 1979.
- Плахов В. Д. Социальные нормы и управление // Объект познания — жизнь. Лениздат. 1979.
- Плахов В. Д. К анализу процессов образования социальных норм. Системный аспект //
- Актуальные проблемы исторического материализма. Ученые записки кафедр общественных наук вузов Ленинграда. Философские и социологические исследования. Вып. XXI. ЛГУ. 1981.
- Плахов В. Д. О содержании категорий «общественные отношения», «общество», «личность» и их взаимосвязи // Перестройка общественных отношений и личность. Межвузовский сборник. ЛГУ. 1988.
- Плахов В. Д. Категория «традиция» и её функция в исторических исследованиях // Категории исторических наук. Сборник статей. «Наука», Ленинградское отделение. Ленинград. 1989.
- Плахов В. Д. Системные детерминанты и системная детерминация как проблема социетологии // Проблемы теоретической социологии. Вып.3. 2000.
- Плахов В. Д. Девиантология как научная и учебная дисциплина // Юридическая мысль. 2001. № 6.
- Плахов В. Д. Норма и отклонение как проблема теоретической социологии // Проблемы теоретической социологии. Вып. 4. 2003.
- Плахов В. Д. Норма и отклонение: философско-теоретические представления в исторической ретроспективе // Юридическая мысль. 2004. № 3,4,5,6.
- Плахов В. Д. Социология: эпистемы и эпистемология // Социологические исследования. 2007. № 11.
- Плахов В. Д. Социология: эпистемологический аспект, или на пути к самопознанию // Проблемы теоретической социологии. Вып. 6. 2007.
- Плахов В. Д. Пеносоциология: научный статус, предмет, проблематика // Вторые Ковалевские чтения. СПб. 2009.
- Плахов В. Д. Наука и эпистемология науки // Мысль. Журнал Петербургского философского общества.2009. № 1(8)
- Плахов В. Д. Общество-знание-социология // Проблемы теоретической социологии. Вып. 7. 2009.
- Плахов В. Д. Наказание: к вопросу о классификации // Социологические исследования. 2010. № 10.
- Плахов Социология как дискурс/дискурсы // Социологические исследования. 2011. № 6.
- Плахов В. Д. Общество: эпистемическое бытие // Проблемы теоретической социологии. Вып. 8. 2011.
- Плахов В. Д. (Баскин Ю. Я. — соавтор). Начала Сократа или указ бюрократа? // «Нева». 1989. № 5.
- Плахов В. Д. …Стозевно и лаять // «Звезда». 1992. № 5-6.
- Плахов В. Д. Станет ли стенька бухгалтером? Заметки о русской культуре // «Звезда». 1985. № 1.
- Плахов В. Д. Говорит Кронштадт… // Радио. Блокада. Ленинград. 60-летию Великой победы посвящается. Сборник статей и воспоминаний. СПб. 2005.
- Плахов В. Д. Война. Блокада. Школа // Вестник Герценовского университета. № 5(79) СПб. 2005.
- Плахов В. Д. Закон эпистемического дефицита и социальный прогресс, или Анти-Фрейд в современной версии (закон Плахова) // Плахов В. Д. Homo genialis — за чертой нормальности. Философско-антропологический дискурс. Приложение. СПб. 2010.